# Застава Израела
Застава Израела је донесена 28. октобра 1948. године. По настанку државе то је симбол земље. Састоји се од светлоплаве боје и беле, а на средини се налази Давидова звезда. Бела позадина заставе симболизује чистоћу.